# Постарини-III
Постари́ни-III (бел. Пастары́ні-III, пол. Postarzynie-III) — деревня в Сморгонском районе Гродненской области Белоруссии.
Входит в состав Жодишковского сельсовета.
Расположена в северной части района. Расстояние до районного центра Сморгонь по автодороге — около 25 км, до центра сельсовета агрогородка Жодишки по прямой — чуть менее 6,5 км. Ближайшие населённые пункты — Працуты, Ставбутево, Сыроватки.
Согласно переписи население Постарини-III в 1999 году насчитывало 83 жителя.
Через деревню проходят автомобильные дороги местного значения:
- Н6748 Малиновая — Сыроватки — Андреевцы — Поляны
- Н7953 Постарини-III — Працуты

Своей северной границей Постарини-III примыкают к территории охотничьего заказника «Жодишковский».